# 小網代の森

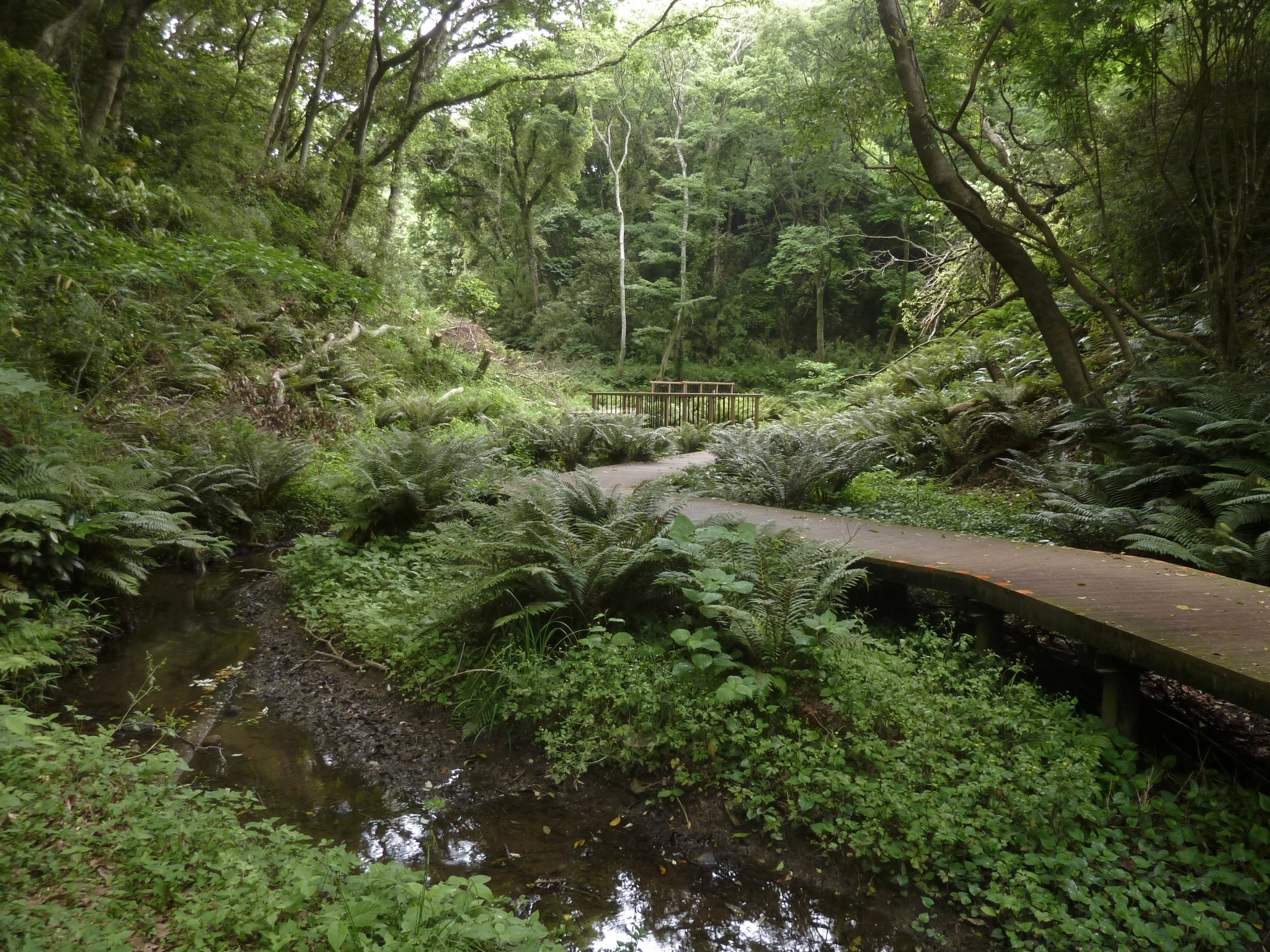
浦の川源流域

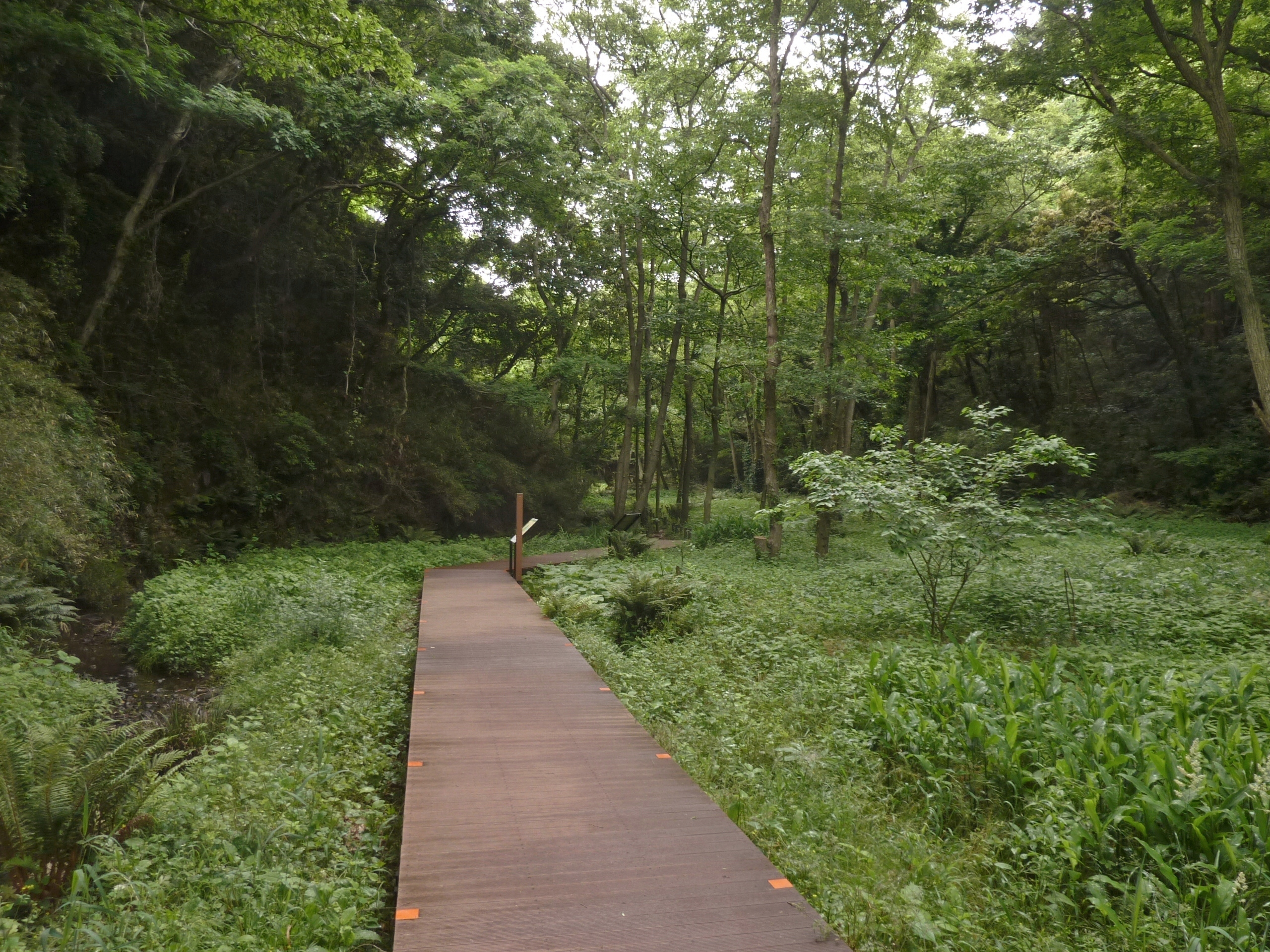
上流域

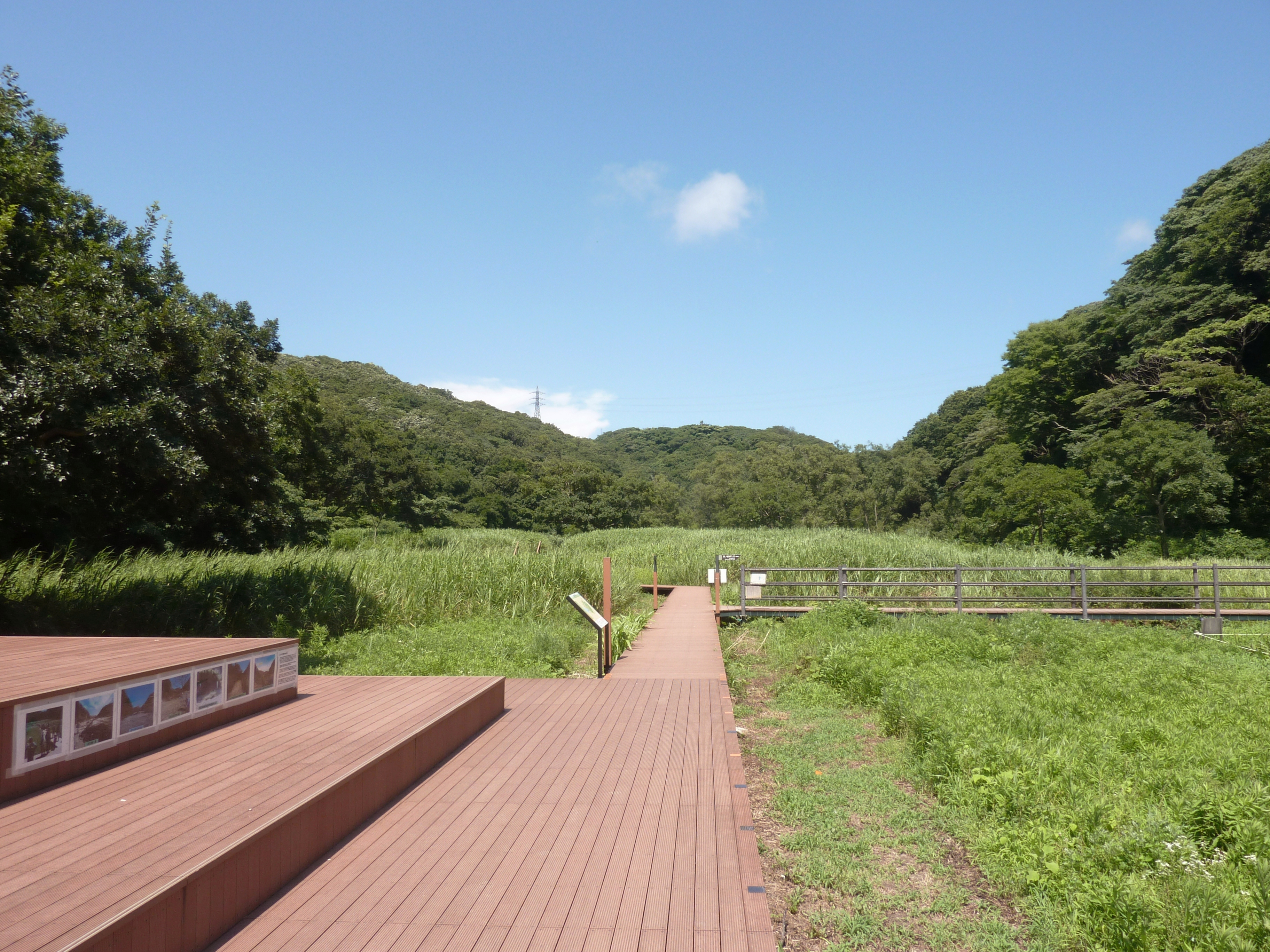
下流域

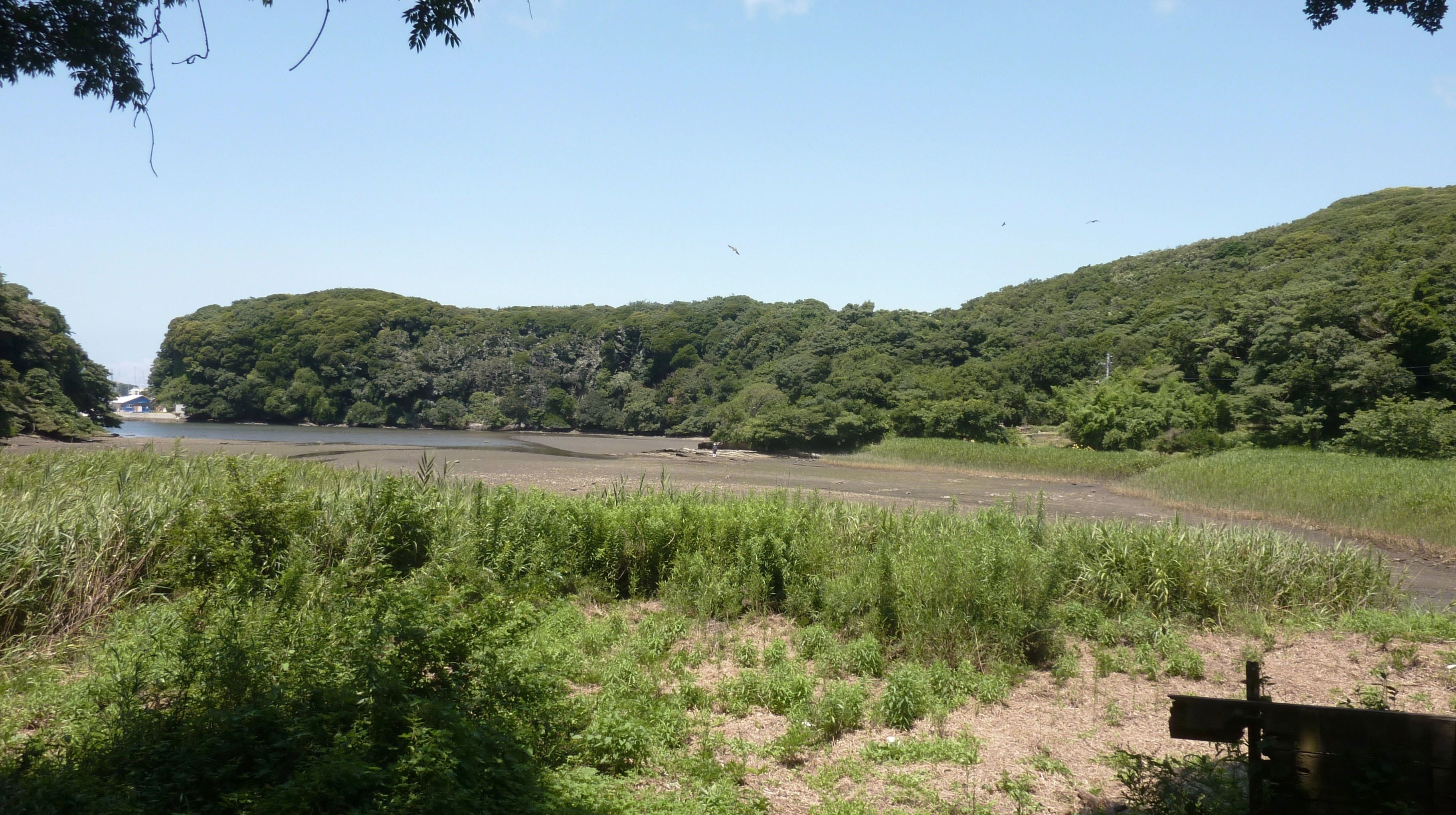
河口干潟（小網代湾）

小網代の森（こあじろのもり）は、神奈川県の三浦半島南端部に残された、相模湾に面した約70haの森である。森の中央にある谷に沿って流れる浦の川の集水域として、森林、湿地、干潟及び海までが連続して残されている自然環境は、関東・東海地方で唯一と言われる。

## 概要
森、川、海のつながりが必要なアカテガニやカヤキリをはじめとして、希少種を含む約2000種の生物が、多様な生態系を形成している。春から夏にかけて、干潟を中心に多種多様な蟹の生態を観察でき、干潮時の浜辺では無数の蟹が求愛のダンスを踊る様子などを見ることができる。またホタルや蝶も多数生息している。
同地域の自然は全くの手つかずではなく、公益財団法人かながわトラストみどり財団、NPO法人小網代野外活動調整会議によって、水路の管理や木々の間伐、草刈り等の保全活動がなされている。自然の浸食に任せると河川が低地に向かい谷戸が乾燥化するため、谷戸全体に水が行き渡るように流路を改修している。散策路もあり、自然観察イベントも開催されることがある。

## 歴史
小網代の谷は、1960年代前半までは、地元民が水田や薪炭林として利用していた典型的里山であった。その後、地域一帯に開発計画が立ち上がり、薪炭林と水田は20年ほどで手つかずの自然に戻った。
1980年代前半、地元の要望もあり、大規模なリゾート開発が本格化する動きがあった。これに対し、首都圏唯一の完結した流域生態系である小網代の自然を失うのはあまりに惜しいという観点から、森の保全を前提とした新しい開発計画をつくり環境教育やエコツアー等観光資源として活用する路を提案する地元市民や学識経験者が集まり、保全活動が始まった。
1997年（平成9年）以降、神奈川県が緑地の買取を開始し、あわせて京浜急行電鉄の協力も得て散策路の整備がなされ、2014年（平成26年）より一般開放がなされている。

## 注意点
環境の保全のため、神奈川県のホームページによると、以下の点が注意すべきこととして挙げられている。
- 動植物を採取したり、傷つけたりしないこと。
- 動植物を持込まないこと。ペットを連れての入場もしないこと。
- 散策路以外には立ち入らないこと。
- ゴミは必ず持ち帰ること。
- 喫煙やたき火など、火気の使用はしないこと。
- キャンプをしないこと。
- スズメバチ、マムシ、触れるとかぶれてしまう植物など、危険な生き物がいるので、長袖、長ズボン、履き慣れた靴を着用すること。
- 他の利用者や近隣住民に迷惑をかけないよう、マナーを守って散策すること。

## アクセス
駐車場は三浦市市民交流拠点の駐車場を利用する（利用時間は午前9時から午後9時まで）。公共交通機関を利用する場合は引橋入口まで、京急久里浜線三崎口駅から徒歩30分、または同駅からバスを利用して引橋バス停下車徒歩5分。